# Integrazione per sostituzione
Nel calcolo infinitesimale, l'integrazione per sostituzione costituisce un importante strumento per la determinazione di integrali indefiniti e di integrali definiti, e consiste in un cambio di variabile in modo da riscrivere l'integrale in una forma più semplice. Essa è equivalente alla regola di derivazione della composizione di funzioni.

## Il metodo
Sia {\displaystyle f(x)} una funzione integrabile su un intervallo {\displaystyle [a,b]}, e {\displaystyle \phi (t)} una funzione differenziabile con continuità definita sull'intervallo {\displaystyle I} aperto. 
Supponiamo che esistano {\displaystyle \alpha ,\beta \in I}  tali che {\displaystyle \phi ([\alpha ,\beta ])=[a,b]}; se {\displaystyle \phi '>0} nell'intervallo considerato, allora {\displaystyle \phi (\alpha )=a,\phi (\beta )=b}. Si ha quindi:
{\displaystyle \int _{a}^{b}f(x)\;\mathrm {d} x=\int _{\alpha }^{\beta }f(\phi (t))\phi '(t)\;\mathrm {d} t.}
Invece se {\displaystyle \phi '<0} allora {\displaystyle \phi (\alpha )=b,\phi (\beta )=a}. Dunque:
{\displaystyle \int _{a}^{b}f(x)\;\mathrm {d} x=\int _{\beta }^{\alpha }f(\phi (t))\phi '(t)\;\mathrm {d} t.}
In generale vale quindi:
{\displaystyle \int _{a}^{b}f(x)\;\mathrm {d} x=\int _{\alpha }^{\beta }f(\phi (t))|\phi '(t)|\;\mathrm {d} t.}
Questa formula si ricorda meglio usando il formalismo di Leibniz: la relazione {\displaystyle x=\phi (t)} comporta {\displaystyle \mathrm {d} x/\mathrm {d} t=\phi '(t)} e quindi la conseguenza formale {\displaystyle \mathrm {d} x=\phi '(t)\;\mathrm {d} t}. Questa è tuttavia da ritenersi una mera tecnica mnemonica e non costituisce una regola rigorosa; infatti, se nell'applicare la formula nel calcolo di integrali definiti si dimentica il modulo si può incorrere in errori. Un esempio di ciò può essere l'applicazione della sostituzione {\displaystyle kx=t} al seguente integrale,
{\displaystyle \int _{-\infty }^{\infty }{\sin(kx) \over x}\;\mathrm {d} x=\int _{-\infty }^{\infty }{\sin(t) \over t}\operatorname {sgn}(k)\;\mathrm {d} t}
dove si è usato che {\displaystyle {\left\vert {dx \over dt}\right\vert }={\left\vert {1 \over k}\right\vert }}.
Se nell'applicare la formula si dimentica di inserire il modulo, risulta:
{\displaystyle \int _{-\infty }^{\infty }{\sin(kx) \over x}\;\mathrm {d} x=\int _{-\infty }^{\infty }{\sin(t) \over t}\mathrm {d} t}
dove però manca il contributo dato dal segno di {\displaystyle k}. Se ne deduce quindi che la sostituzione senza modulo può portare a computazioni errate.
La formula è usata per trasformare l'integrale di una funzione nell'integrale di un'altra nella prospettiva che questo nuovo sia più facile da determinare. La formula può essere utilizzata al fine di semplificare un integrale dato, sia "da sinistra verso destra" che "da destra verso sinistra".
La regola di sostituzione può essere usata anche per determinare vari integrali indefiniti. Si sceglie una relazione tra {\displaystyle x} e {\displaystyle t}, che determina il contributo {\displaystyle \phi '(t)} da inserire nell'integrale per rendere corretto il cambio di variabile secondo la regola
{\displaystyle \int _{}^{}f(x)\;\mathrm {d} x=\int _{}^{}f(\phi (t))\phi '(t)\;\mathrm {d} t.}
Non essendoci estremi di integrazione il modulo applicato a {\displaystyle \phi '(t)} non entra in gioco. Se si riesce a determinare il nuovo integrale indefinito, occorre successivamente effettuare la sostituzione opposta.

## Regola di sostituzione per variabili multiple
Si può anche usare la sostituzione quando si integrano funzioni in diverse variabili. Qui la funzione sostituzione  {\displaystyle (v_{1},\ldots ,v_{n})=\phi (u_{1},\ldots ,u_{n})} deve essere iniettiva e differenziabile con continuità, e i differenziali si trasformano secondo la formula
{\displaystyle \mathrm {d} v_{1}\cdots \mathrm {d} v_{n}=|\det(\operatorname {D} \phi )(u_{1},\ldots ,u_{n})|\,\mathrm {d} u_{1}\cdots \mathrm {d} u_{n},}
dove {\displaystyle \det(\operatorname {D} \phi )} denota il determinante della matrice jacobiana che contiene le derivate parziali di {\displaystyle \phi }. Questa formula esprime il fatto che il valore assoluto del determinante dei vettori dati uguaglia il volume del parallelepipedo formato.
Più precisamente, la formula del cambiamento di variabili è precisata nel seguente enunciato.
Teorema
Siano {\displaystyle U,V} insiemi aperti in {\displaystyle \mathbb {R} ^{n}} e {\displaystyle \phi :U\to V} una funzione differenziabile biiettiva con derivate parziali continue. Allora per ogni funzione con valori reali {\displaystyle f} su {\displaystyle V} integrabile si ha
{\displaystyle \int _{V}f(\mathbf {v} )\,\mathrm {d} \mathbf {v} =\int _{U}f(\phi (\mathbf {u} ))\left|\det(\operatorname {D} \phi )(\mathbf {u} )\right|\,\mathrm {d} \mathbf {u} ,}

## Esempi
Si consideri l'integrale:
{\displaystyle \int \tan(x)\;\mathrm {d} x=\int {\frac {\sin(x)}{\cos(x)}}\;\mathrm {d} x};
Ponendo 
{\displaystyle t=\cos(x)}, quindi {\displaystyle \mathrm {{d}t \over {d}x} =-\sin(x)} si ha:
{\displaystyle \int -{\frac {1}{t}}d(t)=-\ln(\left\vert t\right\vert )+C=-\ln(\left\vert \cos(x)\right\vert )+C.}
Sia l'integrale:
{\displaystyle \int _{0}^{2}t\cos(t^{2}+1)\;\mathrm {d} t.}
Usando la sostituzione {\displaystyle x=t^{2}+1}, si ottiene {\displaystyle \left\vert {dx \over dt}\right\vert =2t} per {\displaystyle t\geq 0} e quindi
{\displaystyle \int _{0}^{2}t\cos(t^{2}+1)\;\mathrm {d} t={\frac {1}{2}}\int _{0}^{2}\cos(t^{2}+1)2t\;\mathrm {d} t={\frac {1}{2}}\int _{1}^{5}\cos(x)\;\mathrm {d} x={\frac {1}{2}}(\sin(5)-\sin(1)).}
Qui viene usata la regola di sostituzione "da destra a sinistra". Si noti come il limite inferiore {\displaystyle t=0} viene trasformato in {\displaystyle x=0^{2}+1=1} e il limite superiore {\displaystyle t=2} in {\displaystyle x=2^{2}+1=5.}
Calcolando invece l'integrale indefinito:
{\displaystyle \int t\cos(t^{2}+1)\;\mathrm {d} t={\frac {1}{2}}\int \cos(t^{2}+1)2t\;\mathrm {d} t\ =}
{\displaystyle ={\frac {1}{2}}\int \cos(x)\;\mathrm {d} x\,={\frac {1}{2}}\sin(x)+C={\frac {1}{2}}\sin(t^{2}+1)+C.}
Si noti che nell'ultimo passo è stata invertita la sostituzione originale {\displaystyle x=t^{2}+1.}
Per calcolare l'integrale:
{\displaystyle \int _{0}^{1}{\sqrt {1-x^{2}}}\;\mathrm {d} x}
occorre usare la formula da sinistra a destra: serve la sostituzione {\displaystyle x=\sin(t)}, {\displaystyle \;\mathrm {\left\vert {{d}x \over {d}t}\right\vert } =\left\vert \cos(t)\right\vert \ =\cos(t)\,\;},
in quanto {\displaystyle {\sqrt {1-\sin ^{2}(t)}}=\cos(t)}; l'ultima eguaglianza vale poiché {\displaystyle \cos(t)} è positivo nell'intervallo considerato.
{\displaystyle \int _{0}^{1}{\sqrt {1-x^{2}}}\;\mathrm {d} x=\int _{0}^{\frac {\pi }{2}}{\sqrt {1-\sin ^{2}(t)}}\cos(t)\;\mathrm {d} t=\int _{0}^{\frac {\pi }{2}}\,\cos ^{2}(t)\;\mathrm {d} t.}
L'integrale risultante può essere calcolato effettuando una integrazione per parti, oppure più semplicemente operando una semplice sostituzione {\displaystyle t'=t-{\frac {\pi }{2}}} (una traslazione dell'asse {\displaystyle t}) e usando la parità della funzione:
{\displaystyle \int _{0}^{\frac {\pi }{2}}\cos ^{2}(t)\;\mathrm {d} t=\int _{-{\frac {\pi }{2}}}^{0}\cos ^{2}(t-{\frac {\pi }{2}})\;\mathrm {d} t=\int _{-{\frac {\pi }{2}}}^{0}\sin ^{2}(t)\;\mathrm {d} t=\int _{0}^{\frac {\pi }{2}}\sin ^{2}(t)\;\mathrm {d} t\qquad \qquad \qquad }
{\displaystyle \int _{0}^{\frac {\pi }{2}}\left[\cos ^{2}(t)+\sin ^{2}(t)\right]\;\mathrm {d} t=\int _{0}^{\frac {\pi }{2}}\;\mathrm {d} t={\frac {\pi }{2}},}
da cui:
{\displaystyle \int _{0}^{\frac {\pi }{2}}\cos ^{2}(t)\;\mathrm {d} t=\int _{0}^{1}{\sqrt {1-x^{2}}}\;\mathrm {d} x={\frac {\pi }{4}}.}